# Costinești la Marea Neagră
Costinești la Marea Neagră este un film românesc din 1975 regizat de Ada Pistiner.